# Miniere d'argento sul Monte Calisio
Le miniere d'argento sul Monte Calisio, in Trentino, sono state coltivate a partire dal Medioevo. 
I lavoratori venivano chiamati canòpi, dal tedesco knappen, che significa appunto minatore in tedesco antico, dato che provenivano da regioni germaniche. L'argento veniva utilizzato per coniare le monete dalla zecca di Trento. Il Monte Calisio è detto pure Argentario proprio per la presenza di questo metallo.

## Storia

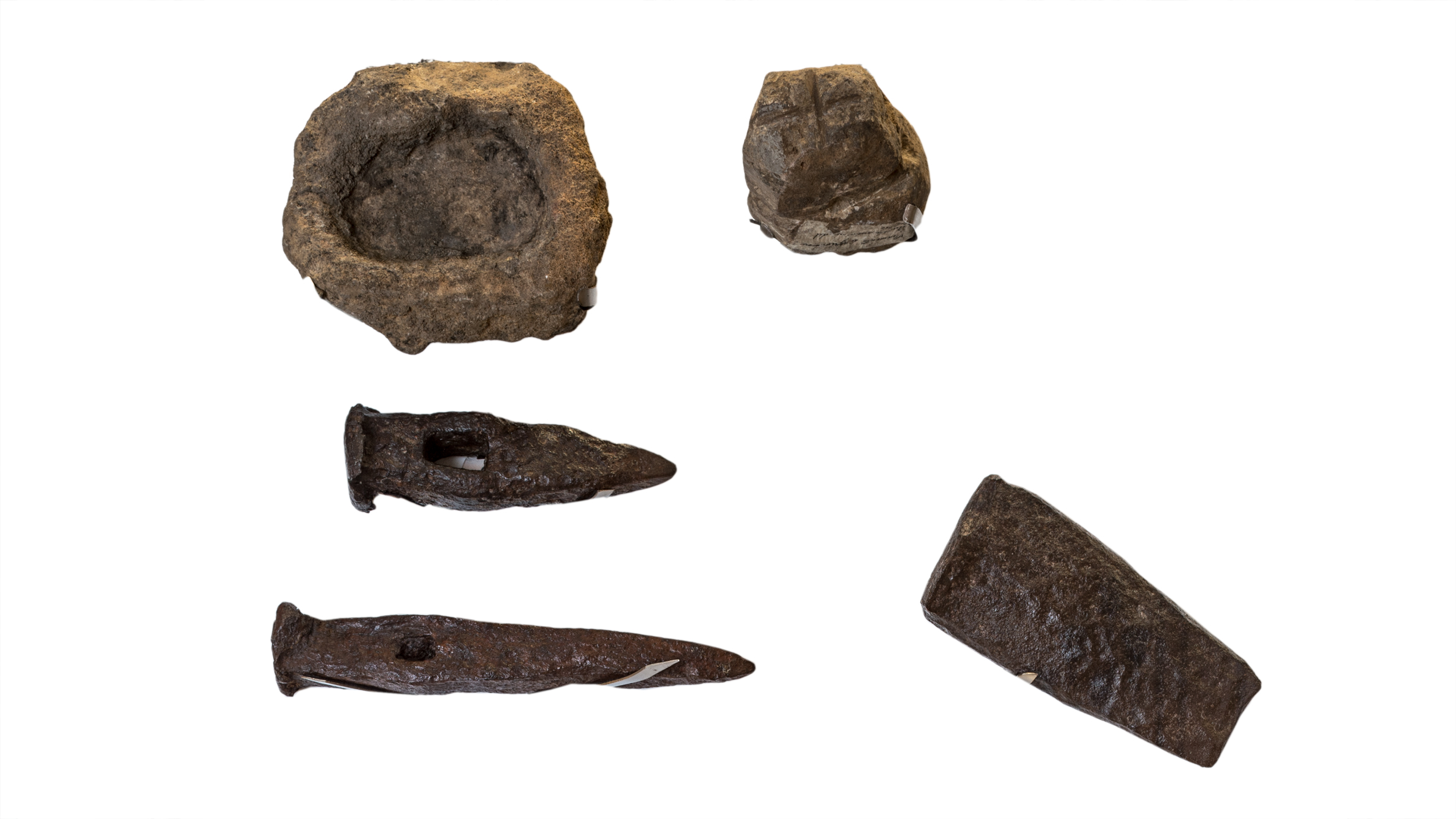
Strumenti dei canòpi conservati al MUSE: in pietra a grasso animale; "teodolite" in pietra; scalpelli da minatore in ferro; cuneo in ferro

Sull'altipiano del Monte Calisio affiora la Formazione di Werfen, deposito geologico triassico che contiene un giacimento di galena argentifera. 
È stato ipotizzato che vi sia stata svolta attività mineraria già in età romana, ma non ci sono prove sicure.
Il monte è attestato già nel 1174-1177 quale "mons argentariorum" in un documento dei Conti di Appiano a favore della Collegiata agostiniana di San Michele all'Adige.
I primi documenti certi risalgono al 1185, quando il principe vescovo di Trento Alberto Madruzzo (Alberto da Campo) introdusse un tributo per i minatori. Alcuni anni dopo Federico Vanga, principe vescovo dal 1207 al 1218, redasse il Codex Vangianus, una raccolta di leggi che conteneva fra l'altro una sezione sull'estrazione dell'argento, il Liber de postis Montis Arzentarie. A metà del '200 l'attività mineraria entrò in crisi, per motivi non chiari.
Nel '400 e nel '500 ci fu una parziale ripresa dell'attività. Nell'800 e '900 l'attività riprese parzialmente per estrarre barite.

## Valorizzazione

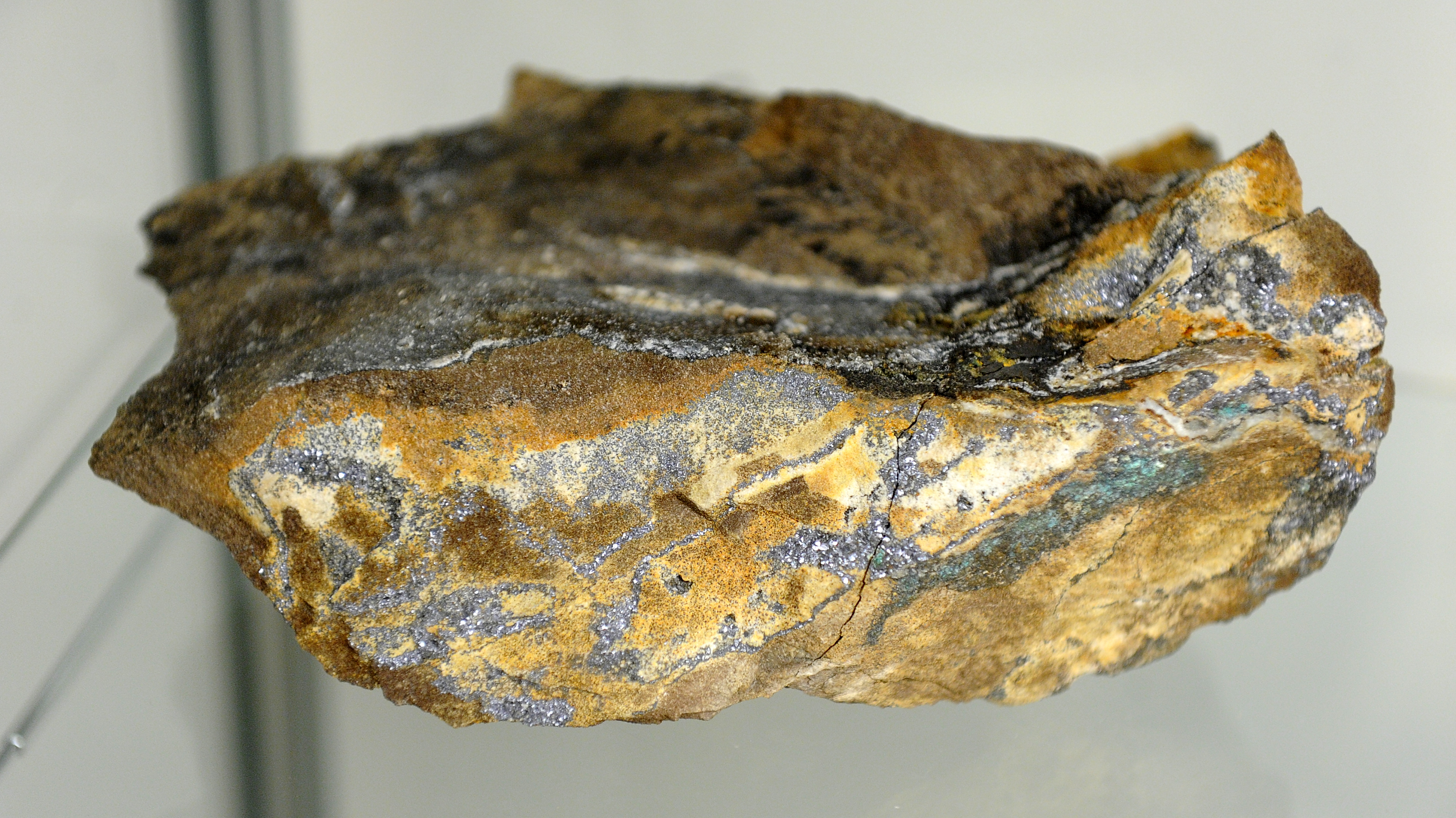
Galena argentifera originaria dell'altipiano del Monte Calisio, Ecomuseo Argentario

L'Ecomuseo Argentario, nato del 2005, svolge attività di ricerca, conservazione e divulgazione legata alle miniere.
Rimangono decine di migliaia di pozzi verticali (detti "cadìni") e cunicoli orizzontali (le "canope"). 
Il Sentiero delle Canope, un anello che passa per il lago di Santa Colomba, permette di osservare il paesaggio minerario e gli accessi ad alcune canope. La Canopa delle Acque è visitabile in occasione di particolari eventi.